# حمام الحيدرخانة
حمّام الحيدرخانة من حمامات بغداد العامة القديمة بجانب الرصافة من بغداد ويقع في محلة الحيدرخانة. وقد أشير إلى الحمام الذي في محلة الحيدرخانة من خلال إعلام شرعي ورد فيه: انه قد سجل التعامل في وقف العلامة السيد محمد افندي الطبقجلي المتوفي سنة ( 1225ه‍/1848م) للدار والحمام الواقعين في محلة الحيدرخانة على مدرسته.. وحكم بصحة التعامل بموجب الإعلام الشرعي المؤرخ 10صفر سنة ( 1287 ه‍/ 1870 م). وهذه المدرسة تقع في محلة العاقولية.